# Полозов, Даниил Петрович
Даниил Петрович Полозов (1794—1850) — генерал-лейтенант, участник Отечественной войны 1812 года.

## Биография
Родился 1 января 1794 года.
Образование Полозов получил в 1-м кадетском корпусе, откуда был выпущен в 1811 году подпоручиком в лейб-гвардии Артиллерийскую бригаду.
Принимал участие в Отечественной войне 1812 года и последующих Заграничных походах 1813—1814 годов. За отличия, оказанные в сражениях против Наполеона Полозов был произведён в поручики и награждён орденами Св. Владимира 4-й степени с бантом и Св. Анны 2-й степени, золотой шпагой с надписью «За храбрость» (20 февраля 1814 года) и прусским орденом «Pour le Mérite».
30 апреля 1814 года, в чине капитана, был назначен адъютантом к генерал-лейтенанту Довре. По разделении гвардейской бригады на две, Полозов поступил 3 февраля 1816 года в 1-ю артиллерийскую бригаду, 10 декабря того же года был произведён в полковники, 17 февраля 1819 года перешёл в лейб-гвардии 2-ю артиллерийскую бригаду, с назначением её командиром.
20 марта 1826 г. был назначен флигель-адъютантом к Его Императорскому Величеству, 27 апреля 1828 года произведён в генерал-майоры, 1 января 1827 г. назначен начальником артиллерии 2-го пехотного корпуса, а 24 ноября 1829 года — начальником 2-й артиллерийской дивизии.
25 января 1831 г. Полозов, за болезнью, был уволен от службы, но через полгода (19 июля 1831 г.) определён был в Отдельный корпус жандармов по особым поручениям при шефе жандармов графе Бенкендорфе, а с 1833 г. был начальником 1-го округа корпуса жандармов. 25 декабря 1833 года за беспорочную выслугу 25 лет в офицерских чинах был награждён орденом св. Георгия 4-й степени. Являясь ближайшим помощником Бенкендорфа, Полозов в 1834 году протежировал назначение И. С. Жиркевича на пост Симбирского губернатора.
6 декабря 1835 года Полозов был произведён в генерал-лейтенанты.
Умер 22 ноября 1850 года в Санкт-Петербурге, похоронен на кладбище Троице-Сергиевой пустыни.

## Награды
Среди прочих наград имел:
- Орден Св. Владимира 4-й ст. с бантом
- Орден Св. Анны 2-й ст.
- Орден Св. Владимира 3-й ст. (20 октября 1821)
- Орден Св. Анны 1-й ст. (22 сентября 1829, императорская корона к ордену 22 апреля 1834)
- Орден Св. Георгия 4-й ст. за 25 лет службы в офицерских чинах (25 декабря 1836)
- Орден Св. Владимира 2-й ст. (26 марта 1839)
- Орден Белого орла (19 апреля 1842)
- Орден Св. Александра Невского (7 апреля 1846, алмазы к ордену 3 апреля 1849)
- Золотая шпага с надписью «За храбрость» (20 февраля 1814)
- Знак отличия беспорочной службы за XXV лет (22 августа 1839)
- Прусский орден «Pour le Mérite» (1813)